# Malakka (město)
Malakka (často uváděná rovněž jako Melaka) je malajsijské město, které je správním střediskem stejnojmenného malajsijského spolkového státu Malakka. V minulosti bylo hlavním městem Malackého sultanátu.
Město Malakka je významným historickým přístavem (podle nějž se jmenuje i Malacký průliv), jehož tvář kromě malajských vlivů poznamenala přítomnost Portugalců, Holanďanů, Britů, ale také např. Indů a zejména Číňanů, jejichž potomci dodnes tvoří velkou část místních obyvatel. Kosmopolitní dějiny poznamenaly výrazně také architekturu tohoto přístavního města. Od roku 1826 byla Malakka spolu s Penangem a Singapurem součástí britské kolonie Průlivové osady.
V roce 2008 byla historická část města Malakka, spolu s městem George Town, zařazeny do seznamu světového dědictví UNESCO.

## Partnerská města
- Hoorn, Nizozemsko, 1989
- Jang-čou, Čína
- Kuala Lumpur, Malajsie, 1989
- Lisabon, Portugalsko, 1984
- Nanking, Čína, 2001
- Valparaíso, Chile, 1991

## Fotogalerie

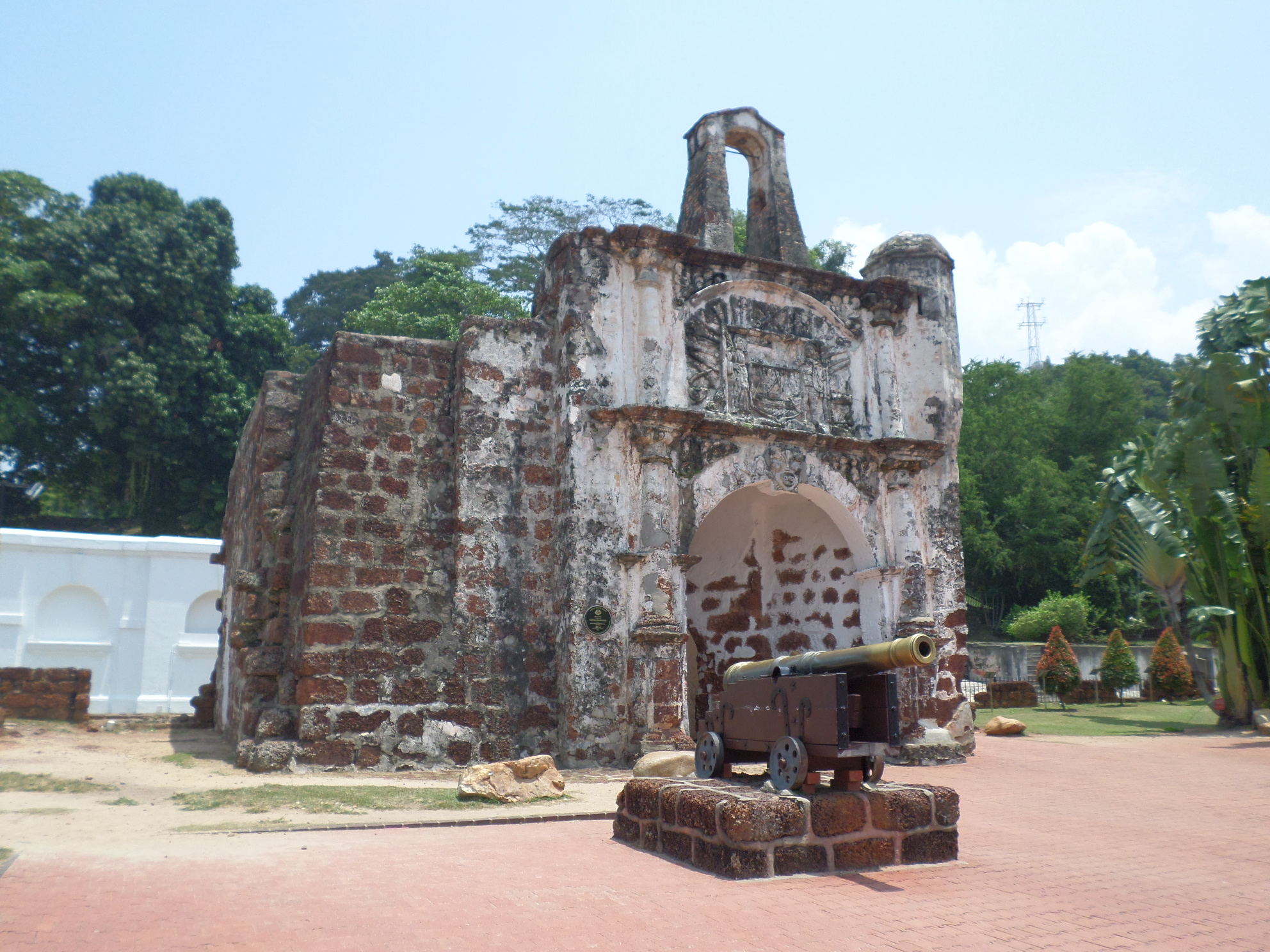
ruiny portugalské pevnosti A Famosa
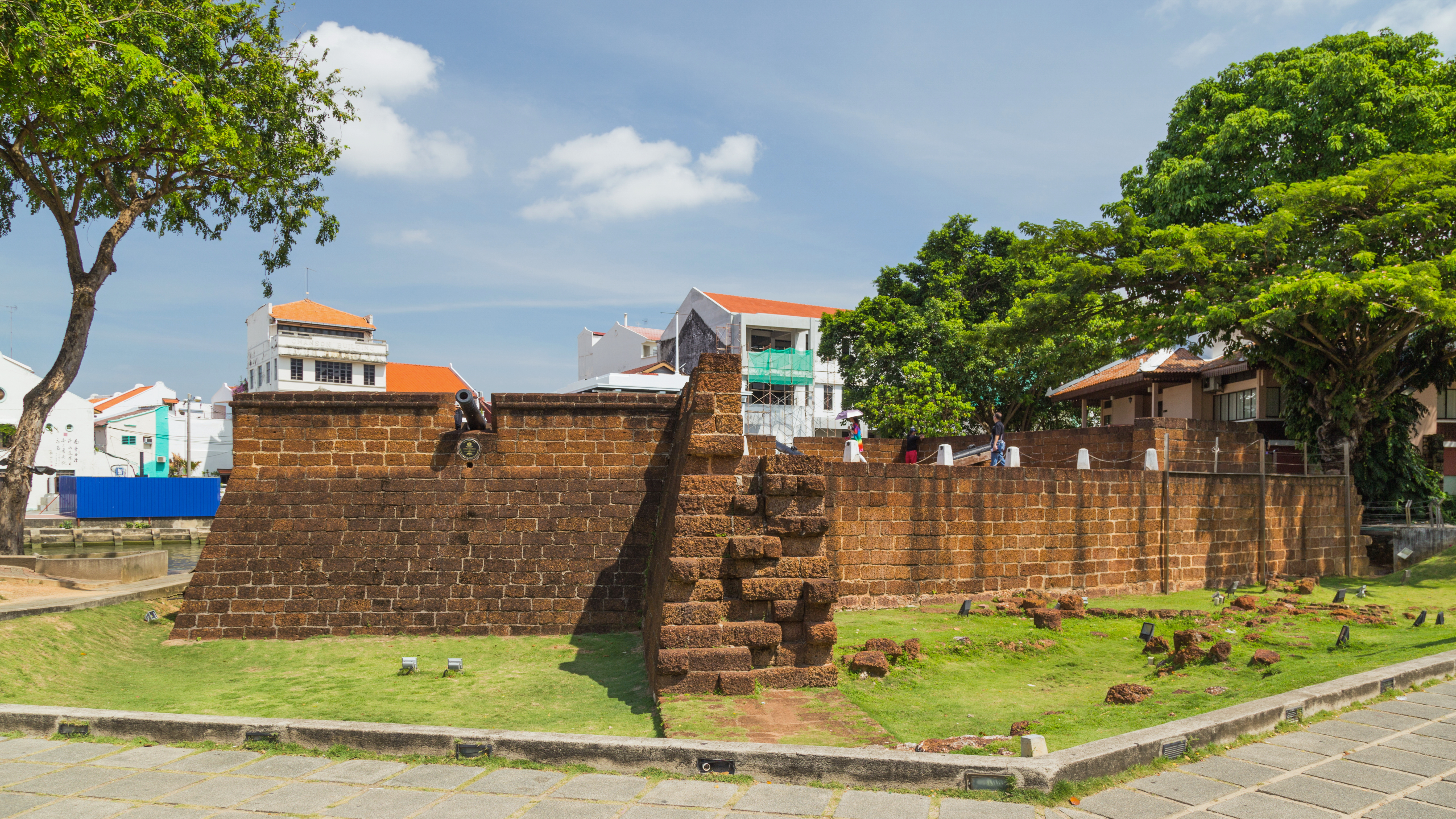
bastion Middleburg - nizozemská stavba